# Маметназаров, Яшузак Исмаилович
Яшуза́к Исма́илович Маметназа́ров (туркм. Ýaşuzak Ismailowiç Mämmetnazarow; род. 29 августа 1956, село Авчы, Саятский район, Чарджоуская область, Туркменская ССР, СССР) — советский и туркменский спортивный деятель, Заслуженный тренер Туркменской ССР (1990), главный тренер сборной Туркмении по каратэ (1979—2019), основоположник каратэ как вида спорта в Туркмении, основатель Федерации каратэдо Туркменистана (ФКТ, 1995) и Всемирной федерации гореш (WGF, 2015).

## Биография
Родился 29 августа 1956 года в селе Авчы Саятского района Чарджоуской области Туркменской ССР.
В 1963—1971 годах учился в восьмилетней школе № 13 в родном селе Авчы. В 1973 году окончил десять классов на туркменском языке средней школы № 14 в соседнем селении Саятского района Туркменской ССР.
В 1973 году поступил в Харьковское высшее военное авиационное училище лётчиков, но впоследствии покинул его из-за проблем с языком, вернулся в Туркмению (Ашхабад), чтобы подучить русский язык.
В 1974—1979 годах учился в Московском институте инженеров землеустройства. После окончания института работал научным сотрудником в Туркменском научно исследовательском институте гидротехники и мелиорации Минводхоза СССР.
В 1982—1987 годах — обучение в Туркменском государственном институте физической культуры.
У Маметназарова — сын и трое дочерей.

### Спортивная карьера
Яшузак Маметназаров начал заниматься спортом в сельской секции национальной борьбы на поясах «Гореш» в 1963 году в селе Авчы у своего первого тренера Акмурада Чарыева.
После окончании школы в 1973—1974 годах занимался вольной борьбой у заслуженного тренера СССР Казбека Беслекоева.
В 1974—1975 годах, в период учебы в институте, занимался классической борьбой в вузовской секции у мастера спорта СССР тренера Равиля Мусина.
В 1975 году случайно попал в секцию карате, после отчисления из секции борьбы института «за неявку на тренировку». Свои первые тренировки начал в Центральной школе каратэ Москвы в группе О. А. Шин.
После окончания вуза в 1979 году, Яшузак Маметназаров вернулся в Туркмению, начал работать в туркменском НИИ гидротехники и мелиорации научным сотрудником. Параллельно был принят в тренером-контрактником в спортивное общество «Динамо» для обучения сотрудников МВД Туркменской ССР приемам рукопашного боя (каратэ).
В 1981 году, когда руководство НИИ потребовало сделать выбор «между наукой и спортом», он, определившись с выбором, ушел в спорт. В период 1981—2019 работал на различных должностях в спортивной структуре страны: заместителем начальника управления спортсооружений ДСО, заведующим кафедрой боевых искусств спортивного вуза страны, руководителем спортивного, международного и строительного отделов Государственного комитета по спорту Туркмении. Но основной его деятельностью была подготовка национальной команды Туркмении по каратэ и обеспечение ее успешного участия на всесоюзных и международных соревнованиях.
В 1981—1982 годах Яшузак Маметназаров пригласил в сборную своего друга Виктора Хана в качестве тренера и лидера команды. При его поддержке был подготовлен новый лидер команды — Сергей Джамиев, ставший впоследствии 2-х кратным чемпионом СССР.
В 1981—1982 годах он также участвовал на 1-м и 2-м всесоюзных аттестационных семинарах по каратэ в качестве одного из тренеров-инструкторов этих мероприятий спорткомитета СССР (Чирчик, Узбекистан, 1981; РЦОП «Стайки», Белоруссия, 1982).
В 1983 году, после успешного выступления сборной Туркмении на последнем чемпионате СССР (Волгоград, РСФСР), в преддверии запрета каратэ на территории Союза на последующие 6 лет, он был включен в сборной СССР в качестве тренера по среднеазиатскому региону.
В 1993 году им было представлено концептуальное предложение в министерство образования Туркменистана о необходимости создания кафедры восточных единоборств в спортивном вузе страны, которое получило одобрение — была учреждена кафедра боевых искусств (со специализациями — каратэдо, дзюдо, бокс и кикбоксинг) в Туркменском государственном институте физической культуры, которой он заведовал в 1994—1995 годы.
В 1992—1996 годах, после распада СССР и с открытием границ между соседними странами, он пригласил поработать со сборной своих друзей, из Ирана, известных мастеров каратэ — Садех Шахаб, г. Мешхед, провинция Хорасан-Резави (Shihan Шахаб, 8 Дан, в данное время является основателем и главой Института каратэ Шотокан в Новой Зеландии — SKINZ) и Тачмухаммед Сейеди, г. Гомбеде-Кавус (Sensei Сейеди — этнический туркмен, один из основоположников каратэ в провинции Голестан). Поддержка иранских специалистов повлияла на методику подготовки и результаты его команды, их участие послужило также дальнейшему становлению национальной школы каратэ Туркмении.
Результатом 1-го этапа становления туркменской школы каратэ (1979—1999) стало организация им презентации XX-летнего юбилея каратэ в Туркмении и присвоения Маметназарову 5 Дана основателем Международной Федерации Шотокан Каратэ-до сенсэем Хирокадзу Канадзава (10 Дан), также титулов — Shihan (師範, в соответствии со статусом Дана) и Kancho (館長, за личный вклад в мировое развитие Шотокан в отдельно взятой стране).
В 2008 году участвовал во вручении черного пояса по каратэ Президенту Туркмении Гурбангулы Бердымухамедову.
В 2013—2016 годах, в рамках подготовки к V Азиатским играм в закрытых помещениях и по боевым искусствам, запланированных к проведению в 2017 году в Ашхабаде, спортивному руководству страны им были предложены перспективные разработки по учреждению Всемирной федерации гореш, включению туркменской борьбы на поясах — Гореш в программу Игр, а также по учреждению государственной награды страны в сфере спорта. Его предложение в плане учреждения награды получило отказ, в остальном получилось удачно: в 2015 году была создана международная федерация, и гореш, как отдельная дисциплина, была также включена в программу Игр. Благодаря этому обстоятельству, Туркмения заняла первое место в Играх в неофициальном общекомандном зачете.
В 2019 году, Яшузак Маметназаров, решив, что исчерпал себя в каратэ, созвал конференцию федерации каратэ страны, предложил реорганизовать ее полностью и избрать в новый состав руководства ФКТ только молодых специалистов, добровольно вышел из состава федерации, чтобы в дальнейшим заняться становлением Всемирной федерации гореш.
Итогом 2-го этапа (1999—2019) — сорокалетнего развития школы каратэ Туркмении стало единогласное избирание конференцией его преемника — нового руководителя ФКТ, им стал Вельмурад Курбанмурадов (6 Дан, Kancho), а также присвоения ему почетного звания ФКТ «Пожизненный Почетный Президент Федерации» и титула Soke.
С момента создания в ноябре 2015 года Всемирной федерации гореш (WGF), Маметназаров является Генеральным секретарем, с июля 2020 года, в соответствии с обновленным Уставом федерации, также исполняет обязанности Исполнительного директора WGF.
С апреля 2022 года является членом Наблюдательного совета международного журнала Budo Global.

### Спортивные достижения
- Создание первого спортивного клуба каратэ в Туркменистане (1979)
- Подготовка группы сотрудников МВД Туркменской ССР для обеспечения общественного порядка на XXII Олимпийских играх в Москве (1979—1980)
- Разработка логотипа Федерации Каратэдо Туркменистана (1982, защищено авторским правом в 2016)
- Создание базисных основ 6 новых видов спорта в Туркмении (каратэ, айкидо, таеквондо, ушу, хапкидо, кикбоксинг; 1981—1995)
- Основание Федерации восточных единоборств Туркменистана (1989, президент ФВЕТ)
- Вице-президент Федерации Ушу СССР (1989)
- Основание Ассоциации боевых искусств Туркменистана (1990, президент Ассоциации)
- Создание кафедры боевых искусств в Туркменском государственном институте физической культуры (1993)
- Основание Федерации Каратэдо Туркменистана (1995, президент ФКТ в период 1995—2019)
- Участие в создании документального фильма объединением «Türkmenfilm» о трёх известных туркменских спортивных деятелях (о Марате Ниязове, пулевая стрельба; Алтымураде Ораздурдыеве, тяжёлая атлетика; Яшузаке Маметназарове, каратэ)
- Предложение о включении в программу V Азиатских игр в закрытых помещениях и по боевым искусствам новой дисциплины — туркменской борьбы на поясах — Гореш (2013)
- Подготовка концепции по учреждению и создание Всемирной Федерации Гореш (WGF, 2015); разработка логотипа WGF (2015, защищено авторским правом в 2016)
- Чемпион профсоюзов СССР по каратэ (Ташкент, Узбекистан, 1982)
- Тренер 2-кратного чемпиона СССР по каратэ — Сергей Джамиев: 1983 (Волгоград, Россия), 1982 (Караганда, Казахстан); призера 1-го Чемпионата профсоюзов СССР — Юрий Мамедов: 1981 (Душанбе, Таджикистан); победителя молодежного чемпионата СССР — Мурад Овез-Мамедов: 1991 (Саратов, Россия); чемпиона международного турнира «Белые росы» — Довран Худайбердиев: 1990 (Минск, Белоруссия); призера Кубка СНГ — Палван Реджепов: 1992 (Заречный, Свердловская область, РФ)
- 4 Дан Союза организаций каратэ-до (СОК СНГ, 1991)
- 5 Дан Международной Федерации Шотокан Каратэ-до (SKIF), титул Kancho (1999)
- 7 Дан Всемирной Федерации Каратэ (WKF), титул Soke [初代宗家] (2021)

## Награды и звания
- Заслуженный тренер Туркменской ССР — за большой вклад в развитие в Республике восточных единоборств и подготовку спортсменов высокого класса по каратэ-до (Постановление коллегии Государственного Комитета ТССР по физической культуре и спорту, протокол 5, пункт 10 от 27.11.1990)
- Почетное звание Туркменистана «Altyn asyryň hünär ussady» («Мастер профессии Золотого века») — за весомый вклад в укрепление суверенитета и независимости Туркменистана, в развитие культуры, искусства, науки, образования, за особые заслуги перед государством и народом (Указ Президента Туркменистана № 5198 от 24.10.2008)
- Медаль Туркменистана «Gaýrat» — за весомый вклад в укрепление суверенитета и независимости Туркменистана, в развитие культуры, науки, образования и здравоохранения (Указ Президента Туркменистана № 5451 от 21.10.2009)
- Ветеран труда Туркменистана (Удостоверение № 562 Хякимлика Копетдагского этрапа города Ашхабада от 22.01.2009)
- Почетная грамота Посла Японии в Туркменистане — за многолетний вклад во взаимопонимание и дружбу между Японией и Туркменистаном (2019)[8]
- Почетное звание Федерации каратэдо Туркменистана «Пожизненный Почетный Президент Федерации» — за вклад в течение 40 лет в развитие национального спорта (2019)
- Благодарность министра иностранных дел Японии — за содействие взаимопониманию через боевые искусства и в знак признания вклада в укрепление дружбы между Японией и Туркменистаном (Пресс-релиз МИД Японии от 1.12.2020, № 155 в протоколе награждений)[9]
- Почетная грамота министра спорта и молодёжной политики Туркменистана — за многолетний труд и весомый вклад в спорт, в честь 30-летия независимости Туркменистана (2021)